# كونترول داتا
شركة بيانات التحكم (تُعرف اختصارًا بـ سي دي سي أو CDC) كانت شركة حاسوب مركزي وحاسوب فائق، وفي الستينيات كانت واحدة من تسع شركات حاسوب كبرى في الولايات المتحدة، والتي ضمت آي بي إم، شركة بوروز، ديجيتال إكوبمينت (DEC)، شركة NCR، جنرال إلكتريك، هانيويل، شركة راديو أمريكا، ويونيفاك. طوال معظم فترة الستينيات، كانت قوة سي دي سي هي أعمال المهندس الكهربائي سيمور كراي الذي طور سلسلة من الحواسيب السريعة، التي كانت تعتبر حينها أسرع الآلات الحاسوبية في العالم؛ في السبعينيات، ترك كراي شركة بيانات التحكم وأسَّس كراس (CRI) لتصميم وتصنيع الحواسيب الفائقة. في عام 1988، وبعد خسائر مالية كبيرة، بدأت شركة بيانات التحكم في الانسحاب من تصنيع الحواسيب وبيع الشركات التابعة لها؛ وفي عام 1992، أسَّست شركة بيانات التحكم كونترول داتا، أما الشركات التابعة المتبقية لـ CDC فتعمل حالياً تحت اسم شركة البرمجيات داي فورس.

## الخلفية: الحرب العالمية الثانية – 1957

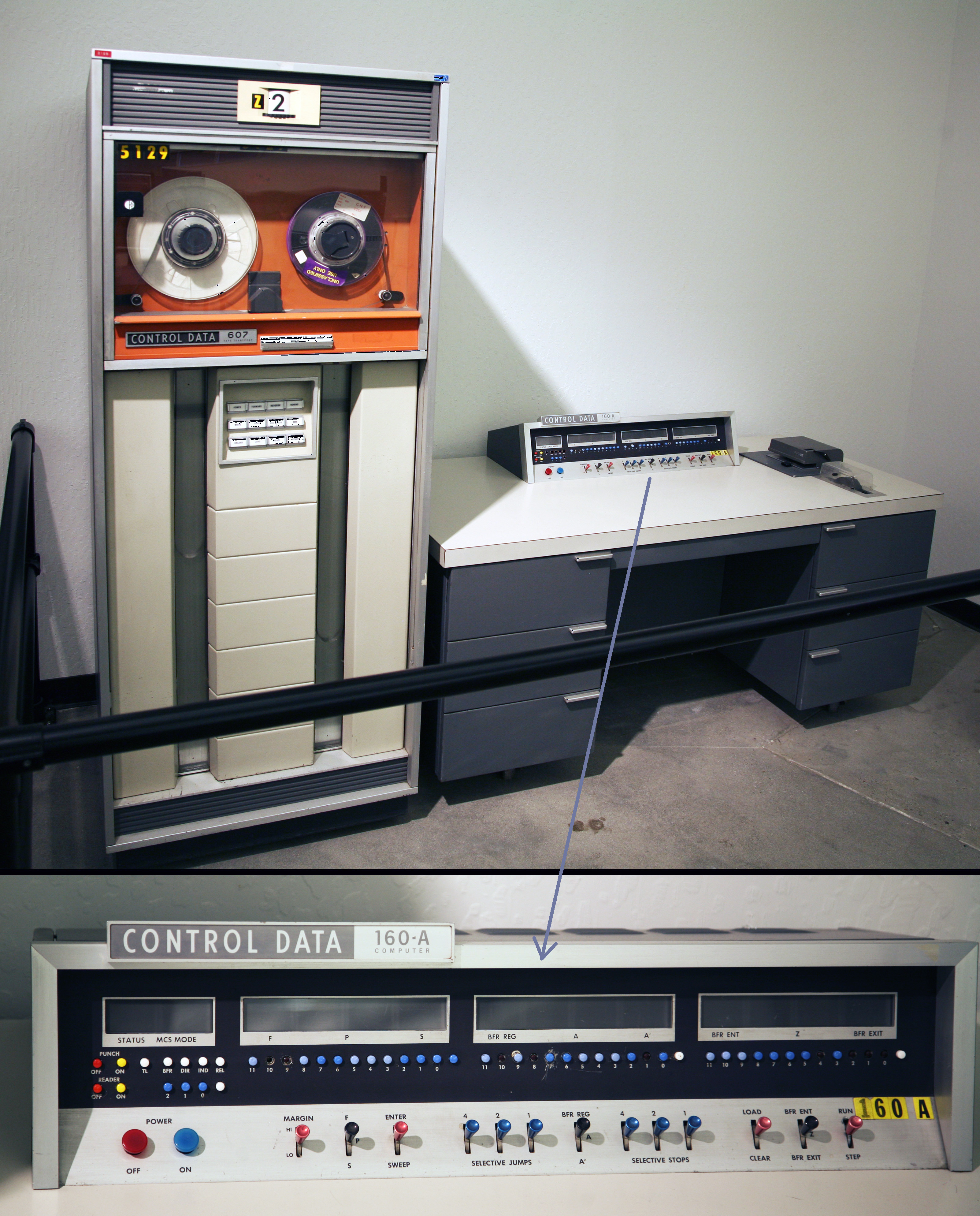
كانت بنية CDC 160 و160-A ذات الـ12 بت هي الأساس لوحدات المعالجة الطرفية (PPs) في سلسلة CDC 6000.

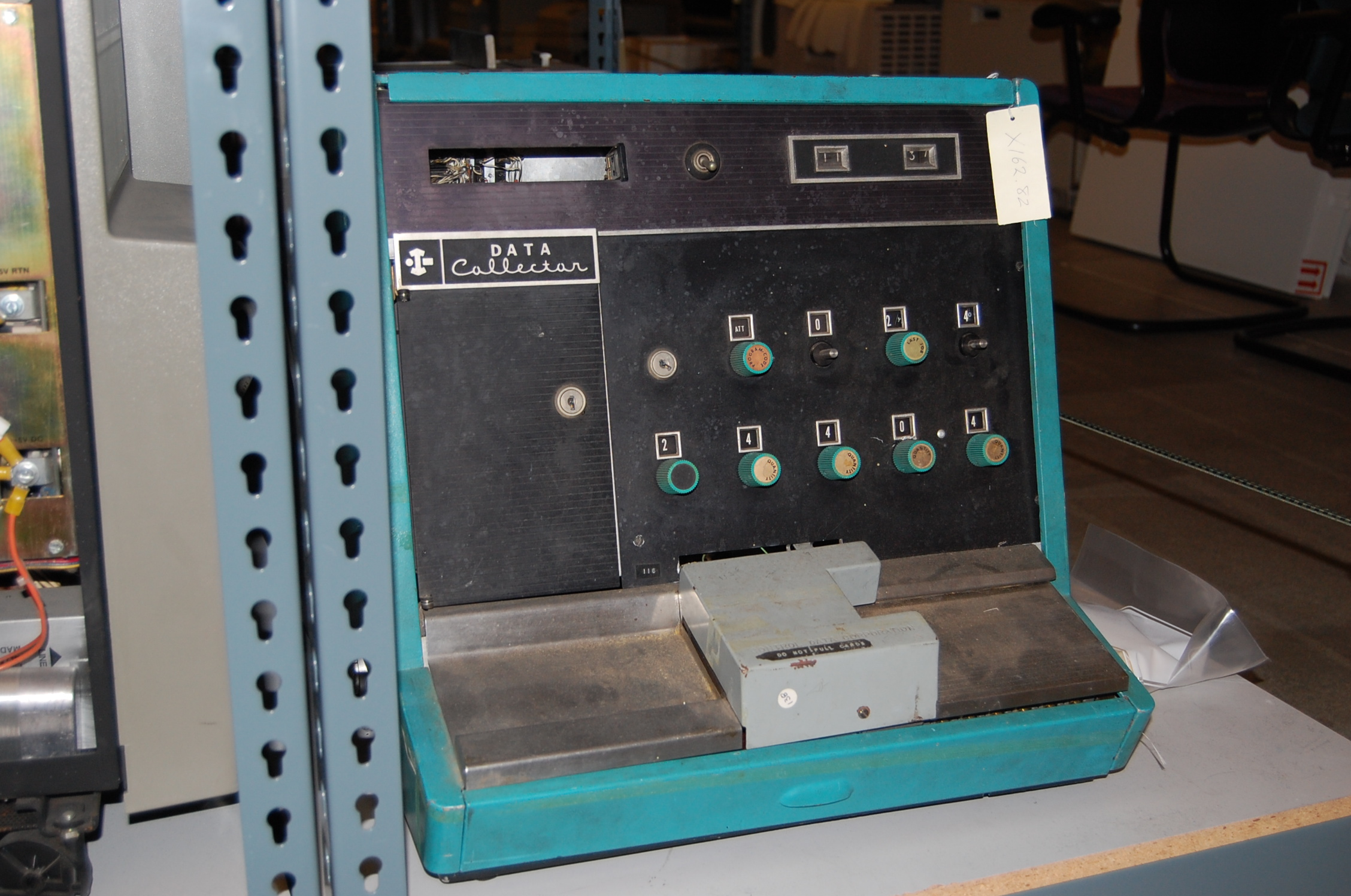

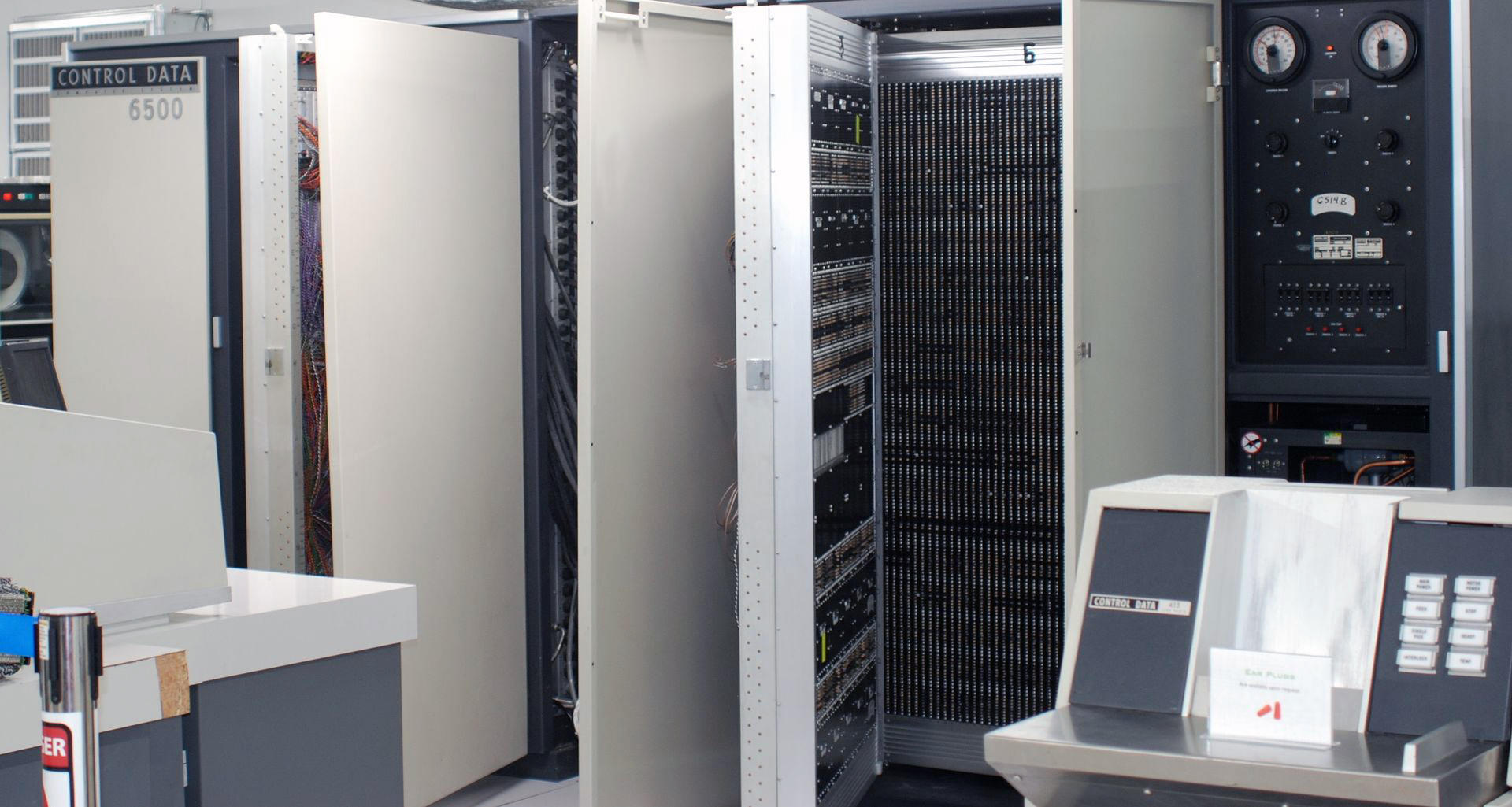
جهاز CDC 6500 مع الألواح المفتوحة. معروض في متحف الحواسيب الحية في سياتل، واشنطن.

خلال الحرب العالمية الثانية، كانت بحرية الولايات المتحدة قد شكلت فريقًا سريًا من المهندسين لبناء بومب لفك شفرات كل من الرموز اليابانية وآلة إنجما الكهروميكانيكية المعمية. أنتجت عدد من هذه الآلات من قبل فريق مخصص لهذه المهمة الذي كان يعمل في منطقة واشنطن العاصمة. مع تخفيض الإنفاق العسكري بعد الحرب، بدأت البحرية في القلق من أن هذا الفريق سينقسم ويتناثر في شركات مختلفة، وبدأت تبحث عن طرق للحفاظ على الفريق معًا.
في النهاية، وجدت البحرية حلها: كان جون باركر، مالك فرع شركة Chase Aircraft المسماة شركة نورثويسترن للطيران في سانت بول، على وشك فقدان جميع عقوده بسبب انتهاء الحرب. لم تخبر البحرية باركر بما يفعله الفريق تحديدًا، لأن ذلك كان سيتطلب وقتًا طويلًا للحصول على تصريح أمني سري للغاية. بدلاً من ذلك، أخبرته ببساطة أن الفريق مهم، وأنهم سيكونون سعداء جدًا إذا قام بتوظيفهم جميعًا. كان باركر مترددًا، ولكن بعد عدة اجتماعات مع ضباط بحرية ذوي رتب متزايدة، أصبح واضحًا أنه مهما كان الأمر، كانوا جادين، وفي النهاية وافق على منح هذا الفريق منزلًا في مصنعه الطائرة الشراعية العسكرية.
كانت النتيجة الهندسة البحثية لأبحاث (التي تُعرف اختصارًا بـ ERA) التي تأسست في عام 1946، وكانت هذه الشركة الهندسية تعمل على عدد من المشاريع التي تبدو غير مرتبطة في أوائل الخمسينيات. من بين هذه المشاريع كان أطلس ERA، وهو حاسوب عسكري مبكر من نوع حواسيب البرنامج المخزون، وكان أساس يونيفاك 1101، الذي تبعه 1102، ثم 36-بت ERA 1103 (يونيفاك 1103). تم بناء أطلس لصالح البحرية، التي كانت تنوي استخدامه في مراكز فك الشفرات غير السرية الخاصة بها. في أوائل الخمسينيات، اندلعت جدل سياسي صغير في الكونغرس الأمريكي حول "امتلاك" البحرية لشركة ERA، وتركت النقاشات والمناورات القانونية الشركة بدون رأس مال أو حافز. في عام 1952، باع باركر ERA إلى ريمينغتون راند.
على الرغم من أن راند حافظت على فريق ERA معًا وواصلت تطوير منتجات جديدة، إلا أنها كانت مهتمة بشكل رئيسي بأنظمة ذاكرة أسطوانية مغناطيسية الخاصة بـ ERA. سرعان ما اندمجت راند مع شركة سبيري لتصبح سبيري راند. في عملية دمج الشركات، تم دمج قسم ERA في قسم يونيفاك التابع لشركة سبيري. في البداية لم يتسبب ذلك في الكثير من التغييرات في ERA، حيث كانت الشركة تستخدم أساسًا لتوفير المواهب الهندسية لدعم مجموعة متنوعة من المشاريع. ومع ذلك، تم نقل مشروع رئيسي من يونيفاك إلى ERA، وهو مشروع يونيفاك 2، مما أدى إلى تأخيرات طويلة وخيبة أمل للكثيرين المشاركين.
نظرًا لأن عقلية الشركة الكبيرة في سبيري بدأت تتسلل إلى صلاحيات اتخاذ القرار في موظفي ERA، غادر عدد من الموظفين سبيري لتشكيل شركة شركة بيانات التحكم في سبتمبر 1957, وقاموا بإنشاء مقرها في مستودع قديم عبر النهر من مختبر سبيري في مينيابوليس في 501 بارك أفينيو. من بين الأعضاء الذين شكلوا CDC، كان وليام نوريس هو الاختيار بالإجماع ليصبح الرئيس التنفيذي للشركة الجديدة. أصبح سيمور كراي كبير المصممين، على الرغم من أنه في وقت تشكيل CDC كان لا يزال في عملية إتمام نموذج أولي لنظام البيانات التكتيكية البحري (NTDS)، ولم يترك سبيري للانضمام إلى CDC حتى اكتمل النموذج. كان M-460 هو أول حاسوب ترانزستور قام بتصميمه سيمور، على الرغم من أن محولات إمدادات الطاقة كانت لا تزال أنابيب.

## التصاميم المبكرة وخطة كراي الكبرى
بدأت شركة CDC أعمالها ببيع الأنظمة الفرعية، معظمها أنظمة ذاكرة أسطوانية، لشركات أخرى. انضم سيمور كراي في العام التالي، وابتكر فورًا آلة صغيرة تعتمد على الترانزستور بتصميم 6 بت تُعرف باسم "CDC Little Character" لاختبار أفكاره في تصميم الأنظمة الكبيرة والآلات المعتمدة على الترانزستور. كانت "Little Character" نجاحًا كبيرًا.
في عام 1959، أصدرت CDC نسخة معتمدة على الترانزستور من جهازها المعدل 1103 باسم CDC 1604، وهي نسخة تحتوي على 48 بت؛ تم تسليم أول جهاز إلى البحرية الأمريكية في عام 1960 في الكلية البحرية للدراسات العليا في مونتيري. تقول الأسطورة إنه تم اختيار اسم 1604 بإضافة عنوان الشارع الأول لـ CDC (501 Park Avenue) إلى مشروع كراي السابق، ERA-Univac 1103.
تم إصدار نسخة مصغرة مكونة من 12 بت باسم CDC 160A في عام 1960، والتي تُعتبر في كثير من الأحيان واحدة من أولى حاسوب صغيرs. كان 160A ملحوظًا بشكل خاص لأنه تم بناؤه ليكون مكتبًا قياسيًا، وهو نوع من التعبئة غير المعتاد في تلك الحقبة. تم إعادة بناء الإصدارات الجديدة من بنية 1604 الأساسية في سلسلة CDC 3000، التي تم بيعها خلال أوائل ومنتصف الستينيات.
تحول كراي فورًا إلى تصميم آلة ستكون الأسرع (أو باستخدام مصطلحات تلك الفترة، الأكبر) في العالم، محددًا الهدف بأن تكون أسرع بـ 50 مرة من 1604. تطلب هذا تغييرات جذرية في التصميم، ومع مرور المشروع "ببطء" — حيث استمر لمدة أربع سنوات حتى ذلك الحين — أصبح الإدارة أكثر انزعاجًا وطالبت بمزيد من الإشراف. في المقابل، طلب كراي (في عام 1962) أن يكون له مختبره الخاص عن بُعد، قائلاً إنه سيتوقف عن العمل إذا لم يتم ذلك. وافق نوريس، وانتقل كراي وفريقه إلى مسقط رأس كراي، شبوا فولز. لم يكن حتى بيل نوريس، مؤسس ورئيس CDC، قادرًا على زيارة مختبر كراي دون دعوة.

## الأعمال المتعلقة بالأجهزة الطرفية
في أوائل الستينيات، انتقلت الشركة إلى حي هاي لاند بارك في سانت بول، حيث كان يعيش نوريس. وخلال هذه الفترة، أصبح نوريس أكثر قلقًا من ضرورة أن تطور CDC "كتلة حرجة" لتتنافس مع IBM. لتحقيق ذلك، بدأ برنامجًا هجوميًا لشراء شركات مختلفة لاستكمال مجموعة الأجهزة الطرفية لشركة CDC. بشكل عام، كانوا يحاولون تقديم منتج ينافس أي منتج من منتجات IBM، ولكن مع تشغيل أسرع بنسبة 10% وتكلفة أقل بنسبة 10%. لم يكن من السهل دائمًا تحقيق ذلك.
كان أول جهاز طرفي لها هو جهاز نقل الأشرطة، مما أدى إلى بعض المناقشات الداخلية حيث حاولت إدارة قسم الأجهزة الطرفية إيجاد طريقة معقولة لتحصيل رسوم من الأقسام الأخرى في الشركة مقابل توفير الأجهزة. إذا قامت الإدارة "بإعطائها" فقط بتكلفة جزء من عملية شراء النظام، فلن يكون لديهم ميزانية حقيقية خاصة بهم. بدلاً من ذلك، تم وضع خطة تم بموجبها تقاسم الأرباح مع الأقسام التي تبيع الأجهزة الطرفية، وهي خطة تم استخدامها في النهاية في جميع أنحاء الشركة.
تم اتباع جهاز نقل الأشرطة بـ قارئ البطاقات 405 وآلة ثقب البطاقات 415 تلتها سلسلة من محركات الأشرطة وطابعة الأسطوانة، جميعها تم تصميمها داخليًا. تم دعم أعمال الطابعات في البداية من قبل هولي كاربورتر في الضاحية روتشستر خارج ديترويت. وفي وقت لاحق، تم إضفاء الطابع الرسمي من خلال إنشاء شركة مشتركة منتجات هولي للكمبيوتر. قامت هولي في وقت لاحق ببيع حصتها إلى سي دي سي، ليصبح الباقي قسم روتشستر.
تم تطوير طابعات القطارات والطابعات الشريطية في روتشستر من خلال مشروع مشترك مع NCR وICL، حيث كانت CDC تمتلك الحصة المسيطرة. كان هذا المشروع المشترك يُعرف باسم "Computer Peripherals, Inc." (CPI). في أوائل الثمانينيات، تم دمجه مع شركة تصنيع الطابعات الشبكية سينترونيكس.
كان نوريس مهتمًا بشكل خاص بكسر التدفق العمل المعتمد على البطاقات المثقبة، حيث كانت IBM تسيطر على هذا المجال. قرر في نهاية المطاف شراء شركة رابيناو إنجيرينج، وهي واحدة من رواد أنظمة تعرف المحارف البصري (OCR). كانت الفكرة هي تجاوز مرحلة البطاقة المثقبة بالكامل عن طريق جعل المشغلين يكتبون ببساطة على صفحات ورقية عادية باستخدام خط قابل للقراءة بواسطة OCR، ثم تقديم تلك الصفحات إلى الكمبيوتر. بما أن الصفحة المكتوبة تحتوي على معلومات أكثر بكثير من البطاقة المثقبة (التي تحتوي أساسًا على سطر واحد من النص من صفحة)، فإن هذا سيقدم وفورات في جميع المجالات. ومع ذلك، تبين أن هذه المهمة البسيطة كانت أكثر صعوبة مما كان يتوقعه الجميع، وبينما أصبحت CDC لاعبًا رئيسيًا في الأيام الأولى لأنظمة OCR، فإن OCR ظلت منتجًا متخصصًا حتى اليوم. تم إغلاق مصنع رابينو في روكفيل في عام 1976، وخرجت سي دي سي من هذا المجال.
مع التأخيرات المستمرة في مشروع OCR، أصبح من الواضح أن البطاقات المثقبة لن تختفي قريبًا، وكان على CDC التعامل مع هذا الأمر في أقرب وقت ممكن. على الرغم من أن جهاز 405 استمر في الإنتاج، إلا أنه كان جهازًا مكلفًا في بنائه. لذا تم إجراء عملية شراء أخرى، وهي شراء شركة هندسة الجسور التي قدمت خطًا من آلات ثقب البطاقات منخفضة التكلفة وكذلك آلات ثقب سريعة. تم نقل جميع منتجات التعامل مع البطاقات إلى ما أصبح قسم وادي فورج بعد انتقالها إلى مصنع جديد، مع نقل أجهزة النقل الشريطية بعدها. في وقت لاحق، تم فصل قسمي وادي فورج وروتشستر لتشكيل شركة مشتركة جديدة مع شركة السجل النقدي الوطني (التي أصبحت فيما بعد شركة إن سي آر)، شركة ملحقات الكمبيوتر (CPI)، لتقاسم تكاليف التطوير والإنتاج بين الشركات. انضمت شركة الحواسيب الدولية المحدودة لاحقًا إلى الجهد. في النهاية، تم بيع قسم روتشستر إلى سينترونيكس في عام 1982.
أثر جانبي آخر لمحاولات نوريس للتنويع كان إنشاء عدد من مراكز الخدمات التي كانت تدير الوظائف نيابة عن الشركات الصغيرة التي لم تتمكن من تحمل تكلفة شراء الحواسيب. لم يكن هذا مربحًا للغاية، وفي عام 1965، اقترح عدة مديرين إغلاق المراكز غير المربحة كإجراء لتقليص التكاليف. ومع ذلك، كان نوريس مقتنعًا جدًا بالفكرة لدرجة أنه رفض قبول هذا، وأمر بتشديد الحزام عبر جميع الأقسام.

## معهد كنترول داتا
أنشأت شركة كنترول داتا مدرسة مهنية دولية متخصصة في التقنية والحوسبة من منتصف الستينيات وحتى أواخر الثمانينيات. بحلول أواخر السبعينيات، كان هناك 69 مركزًا تعليميًا في جميع أنحاء العالم، يخدمون 18,000 طالبًا.

## سي دي سي 6600: تحديد الحوسبة الفائقة

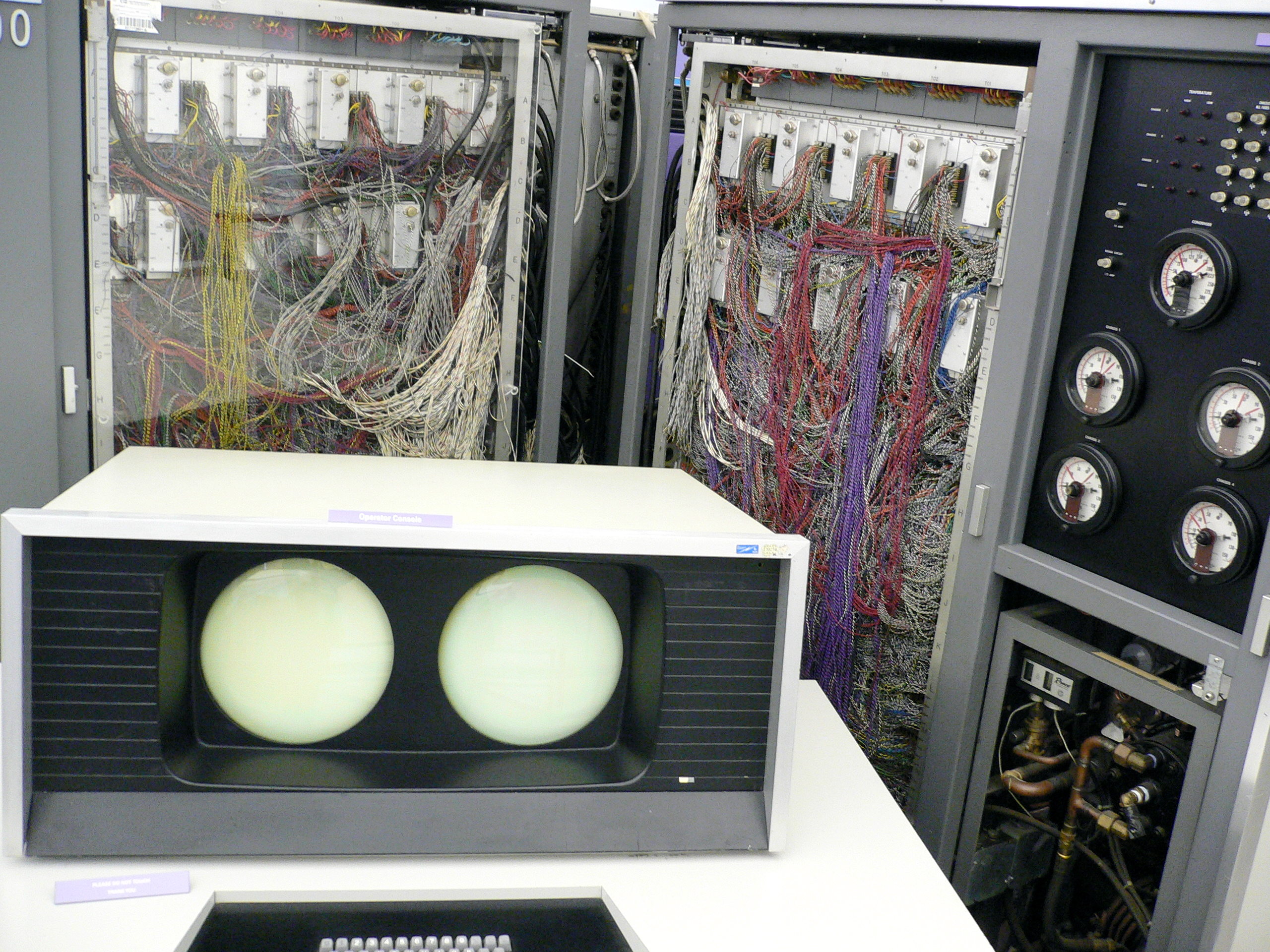
CDC 6600

في الوقت نفسه، في مختبر تشيبيوا فولز الجديد، شكل سي مور كراي، وجيم ثورنتون، ودين روزش فريقًا من 34 مهندسًا، والذي استمر في العمل على تصميم الكمبيوتر الجديد. أحد الطرق التي كانوا يأملون من خلالها تحسين جهاز CDC 1604 كان استخدام ترانزستورات أفضل، واستخدم كراي الترانزستورات السليكونية الجديدة باستخدام عملية التخطيط، التي طورتها فيرتشايلد لأشباه الموصلات. كانت هذه الترانزستورات أسرع بكثير من ترانزستورات جرمانيوم في 1604، دون عيوب الترانزستورات السليكونية القديمة. كان من الضروري تصميم أكثر إحكامًا بسبب قيود سرعة الضوء، مع تبريد صممه دين روزش. في عام 1964، تم إصدار الكمبيوتر الناتج في السوق تحت اسم سي دي سي 6600، متفوقًا على كل ما كان موجودًا في السوق بمعدل قدره عشرة أضعاف. وعندما تم بيع أكثر من 100 وحدة بسعر 8 ملايين دولار (ما يعادل 67 مليون دولار أمريكي) لكل منها؛ اعتُبرت تلك اللحظة تاريخ الحوسبة الفائقة.
كان لدى جهاز 6600 وحدة معالجة مركزية (CPU) تعتمد على الترانزستور وتعمل بسرعة 100 نانو ثانية، مع وحدات وظيفية غير متزامنة متعددة، باستخدام 10 معالجات إدخال/إخراج (I/O processors) خارجية لتحميل العديد من المهام الشائعة، وذاكرة مغناطيسية نانوية. وبهذه الطريقة، كانت وحدة المعالجة المركزية تكرس كل وقتها ودائرتها لمعالجة البيانات الفعلية، بينما كانت المعالجات الأخرى تتعامل مع المهام البسيطة مثل ثقب البطاقات وتشغيل محركات الأقراص. باستخدام وحدات مصرف (حوسبة) الحديثة، وصل الجهاز إلى معدل العمليات الرياضية القياسي بمعدل 500 فلوبس، ولكن مع لغة التجميع اليدوية، كان الجهاز يمكنه تقديم حوالي 1 ميغا فلوب. تم إصدار نسخة أبسط، ولكنها أبطأ بكثير وأقل تكلفة، باستخدام تصميم معالج تسلسلي تقليدي بدلاً من الوحدات الوظيفية الموازية في جهاز 6600، تحت اسم CDC 6400، بينما أصدارت نسخة مع معالجين من جهاز 6400 تحت اسم CDC 6500.
تم تطوير مترجم فورتران، المعروف باسم مينيسوتا فورتران MNF (Minnesota FORTRAN)، من قبل لورانس أ. ليديار وإي. جيمس مندستوك في جامعة منيسوتا لجهاز 6600.
بعد تسليم جهاز 6600، لاحظت شركة IBM هذا الابتكار الجديد. في عام 1965، بدأت IBM في محاولة بناء آلة أسرع من جهاز 6600، وهي ACS-1. تم تجميع 200 شخص من الساحل الغربي للولايات المتحدة للعمل على هذا المشروع بعيدًا عن الضغوطات المؤسسية، في محاولة لمحاكاة مختبر كراي خارج المقر. أنتج المشروع بنية حوسبية وتقنيات مثيرة للاهتمام، لكنها لم تكن متوافقة مع خط أجهزة الكمبيوتر الناجحة System/360 من IBM. تم توجيه المهندسين لجعلها متوافقة مع نظام 360، لكن ذلك أثر على أدائها. تم إلغاء مشروع ACS في عام 1969، دون أن يتم إنتاجه للعملاء. غادر العديد من المهندسين الشركة، مما أدى إلى فقدان كبير في الأقسام المتخصصة بالأداء العالي في IBM.
في تلك الأثناء، أعلنت IBM عن إصدار نموذج جديد من نظام System/360، وهو الطراز 92، الذي سيكون بنفس سرعة جهاز 6600. على الرغم من أن هذه الآلة لم تكن موجودة، انخفضت مبيعات جهاز 6600 بشكل كبير بينما كان الناس ينتظرون إطلاق الطراز 92 المزعوم. لم يتقبل نوريس هذه التكتيك الذي يسمى الخوف وعدم اليقين والشك (FUD)، وفي دعوى قضائية كبيرة بموجب قانون المنافسة ضد IBM، فاز في النهاية بتسوية تقدر قيمتها بـ 80 مليون دولار. كجزء من التسوية، استحوذ على فرع IBM شركة خدمة مراكز البيانات (SBC)، التي كانت تدير معالجة البيانات للعملاء باستخدام أجهزة الكمبيوتر الخاصة بها. وقد كانت SBC مناسبة تمامًا مع عروض مراكز الخدمات الحالية لشركة CDC.
خلال تصميم جهاز 6600، كانت CDC قد أنشأت مشروع SPIN لتزويد النظام بنظام ذاكرة قرص صلب سريع. في ذلك الوقت كان من غير الواضح ما إذا كانت الأقراص ستستبدل ذاكرة أسطوانية مغناطيسية، أو ما إذا كانت الأقراص الثابتة أو القابلة للإزالة ستكون الأكثر شيوعًا. استكشفت SPIN جميع هذه الأساليب، وفي النهاية قدمت نظام قرص ثابت بقطر 28 بوصة ونظام قرص قابل للإزالة متعدد الأطباق بقطر 14 بوصة. مع مرور الوقت، أصبحت أعمال الأقراص الصلبة التي بدأت في SPIN أحد خطوط المنتجات الرئيسية.

## سي دي سي 7600 و 8600

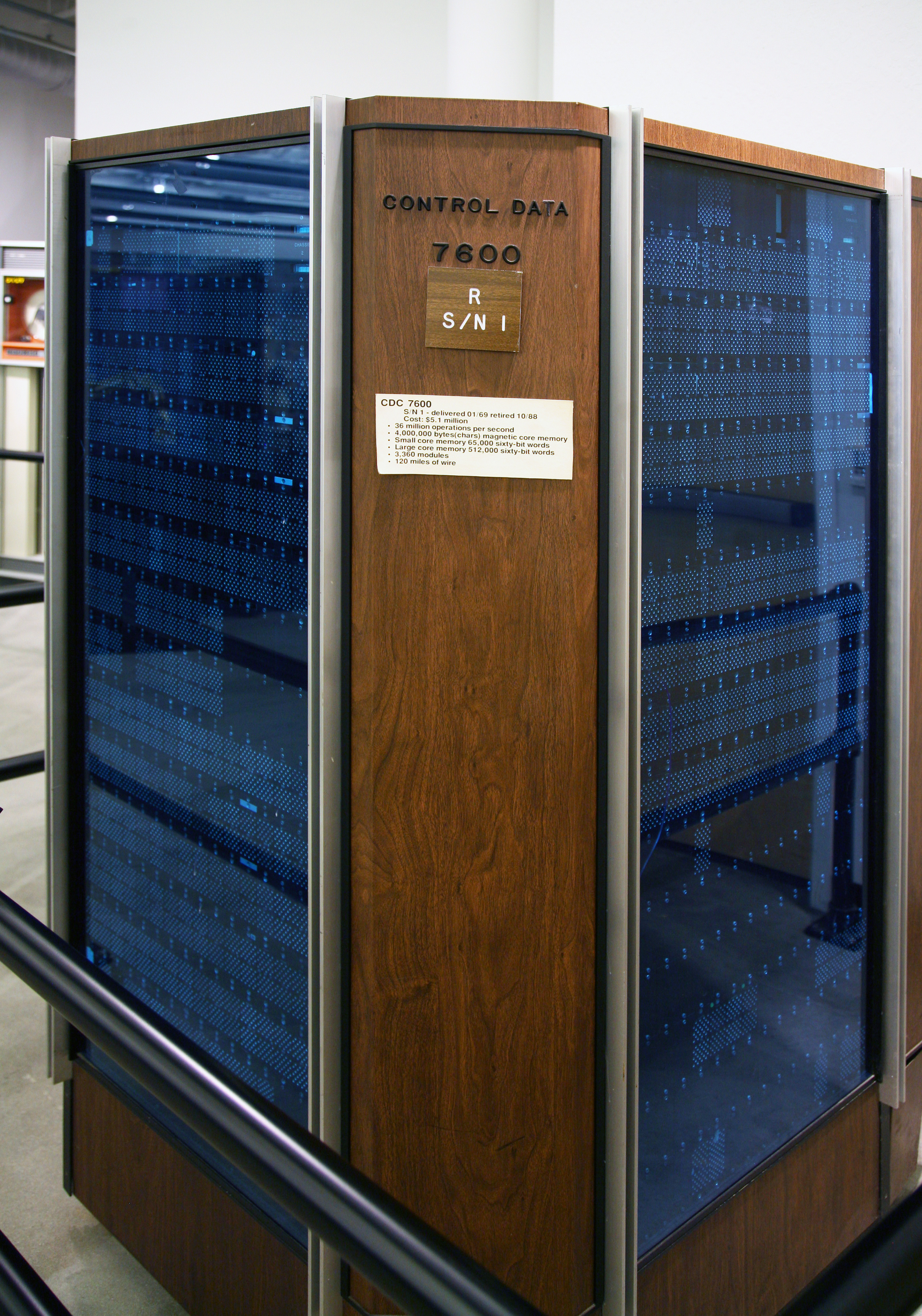
سي دي سي 7600، الرقم التسلسلي 1

في نفس الشهر الذي فازت فيه في دعواها ضد IBM، أعلنت شركة CDC عن جهاز الكمبيوتر الجديد سي دي سي 7600 (الذي كان يُسمى سابقًا 6800 داخل CDC). كان سرعته في الساعة الفعلية أكبر بحوالي أربع مرات من جهاز 6600 (36 ميجاهرتز مقابل 10 ميجاهرتز)، مع دورة ساعة قدرها 27.5 نانوثانية، وكان يقدم إنتاجية إجمالية أكبر من أربع مرات، حيث جاء معظم الزيادة في السرعة من الاستخدام المكثف خط أنابيب تعليمات.
لم يكن جهاز 7600 يحقق مبيعات جيدة لأنه تم تقديمه خلال التراجع الاقتصادي في الولايات المتحدة في عام 1969. وقد أدت تعقيداته إلى انخفاض موثوقيته. لم يكن الجهاز متوافقًا تمامًا مع سلسلة 6000 وكان يتطلب نظام تشغيل مختلف تمامًا، والذي كان بدوره، مثل معظم أنظمة التشغيل الجديدة، بدائيًا. كانت تكلفة مشروع 7600 قد تم استردادها، لكنها أضرت بسمعة CDC. كان ذاكرة جهاز 7600 تحتوي على تقسيم بين الذاكرة الأساسية والثانوية والتي كانت تتطلب إدارة من قبل المستخدم، لكنها كانت سريعة بما يكفي لتجعله أسرع جهاز أحادي المعالج من 1969 إلى 1976. كان العديد من أجهزة 7600 هي الخيار المفضل في مراكز الحوسبة الفائقة حول العالم.
ثم تحول كراي إلى تصميم جهاز سي دي سي 8600. هذا التصميم كان يتضمن أربعة معالجات مشابهة لجهاز 7600 في وحدة أصغر. سمح الحجم الأصغر والمسارات الإشارية الأقصر لجهاز 8600 بالعمل بسرعات ساعة أعلى بكثير، مما قدم مع الذاكرة الأسرع معظم الزيادة في الأداء. ومع ذلك، كان جهاز 8600 ينتمي إلى "المدرسة القديمة" من حيث بناءه الفيزيائي، حيث كان يستخدم مكونات فردية لحام بالقصدير على لوحة دارة مطبوعة. كان التصميم مضغوطًا جدًا لدرجة أن تبريد وحدات المعالجة المركزية أصبح شبه مستحيل، وأصبح الوصول إلى الصيانة صعبًا. وتسبب وجود العديد من اللحامات الساخنة التي تعمل في عدم موثوقية الآلات، حيث أدرك كراي أن إعادة التصميم كانت ضرورية.

## ذا ستار وذا سايبر
بالإضافة إلى إعادة تصميم جهاز 8600، كانت لدى CDC مشروع آخر يُدعى سي دي سي ستار-100 تحت إشراف جيم ثورنطن، الذي كان زميل كراي السابق في تطوير أجهزة 6600/7600. على عكس حل جهاز 8600 الذي كان يتضمن "أربعة أجهزة في صندوق واحد" لمعالجة مشكلة السرعة، كان جهاز STAR تصميمًا جديدًا يستخدم وحدة تُعرف اليوم بالمعالج المتجهي. من خلال استخدام الأنابيب الرياضية المتعددة مع تعليمات وأجهزة مخصصة، تم تحسين معالجة الرياضيات بشكل كبير في جهاز كان أبطأ من جهاز 7600. على الرغم من أن مجموعة المشكلات التي كان يتفوق فيها جهاز STAR كانت محدودة مقارنةً مع 7600، إلا أنه كان مصممًا خصيصًا لحل هذه الأنواع من المشكلات، مما جعل العملاء يشترون أجهزة CDC لهذا الغرض.
نظرًا لأن هذين المشروعين كانا يتنافسان على تمويل محدود في أواخر الستينات، شعر نوريس أن الشركة لا يمكنها دعم تطوير مشروع STAR وإعادة تصميم جهاز 8600 في نفس الوقت. وبالتالي، غادر كراي CDC لتأسيس شركته كراي في عام 1972. ومع ذلك، ظل نوريس داعمًا قويًا لكراي، واستثمر أموالًا في شركته الجديدة. في عام 1974، أصدرت CDC جهاز STAR، الذي تم تسميته سايبر 203. تبين أن أداء STAR في العالم الواقعي كان أقل بكثير من المتوقع. بعد ذلك، ترك جيم ثورنطن، المصمم الرئيسي لجهاز STAR، CDC لتأسيس شركة أنظمة الشبكات.
في عام 1975، تم إدخال جهاز STAR-100 في خدمة مركز خدمات تابع لـ CDC والذي كان يُعتبر أول جهاز حاسوب فائق في مركز بيانات. ترأس مؤسس الشركة، ويليام سي. نوريس، المؤتمر الصحفي الذي أعلن عن الخدمة الجديدة. كان الدعاية عاملاً رئيسيًا في نجاح الإعلان، حيث تم تنسيق الحدث مع غينيس؛ مما جعل جهاز STAR-100 يُعتبر "أقوى وأسرع جهاز حاسوب" تم نشره في موسوعة غينيس للأرقام القياسية. كان دوين أندروز، مدير العلاقات العامة الراحل، مسؤولًا عن تنسيق هذا الحدث. جذب أندروز العديد من المحررين المؤثرين، بما في ذلك المحرر البحثي في أسبوع الأعمال، الذي وصف هذا الحدث الإعلامي "بأنه أكثر الأحداث العامة إثارة التي حضرها خلال 20 عامًا". شارك في منصة الحدث كل من ويليام سي. نوريس، بويْد جونز نائب الرئيس، و S. ستيف أدكنز مدير مركز البيانات. كان من النادر أن يتواجد نوريس في المنصة كونه شخصًا خاصًا للغاية. أيضًا، خلال الغداء في نادي ريفي محلي، وقع نوريس على مجموعة ضخمة من الشهادات التي تشهد على الرقم القياسي الذي تم طباعته على ورق طباعة أنتجته آلة Star 100 في مصنعنا في لنكن (نبراسكا)، والتي تضمنت صورة نصفية لـ Star 100. كان الزبائن الرئيسيون لمركز بيانات STAR-100 شركات النفط التي تقوم بمحاكاة خزانات النفط. كان أبرزها المحاكاة التي يتم التحكم فيها من محطة في تكساس والتي حلت محاكاة استخراج النفط لحقول النفط في الكويت. كما نتج عن مقال في صحيفة وول ستريت جورنال جذب مستخدم جديد، وهو أليس-تشالمرز الذي قام بمحاكاة الطاقة الكهرمائية والعنفة المائية في محطة طاقة مائية نرويجية.
تم إعادة تصميم عدة أنظمة بناءً على معمارية 6600/7600 الأساسية، وتم إعادة تعبئتها في فئات مختلفة من حيث السعر/الأداء في سلسلة سي دي سي سايبر، التي أصبحت خط منتجات CDC الرئيسي في السبعينات. كان جهاز Cyber 205، النسخة المحدثة من معمارية STAR، يقدم أداءً أفضل بكثير من النسخة الأصلية. ومع ذلك، كان تصميم كراي الخاص مثل كراي-1 يستخدم نفس تقنيات التصميم الأساسية مثل جهاز STAR، ولكن كانت الحوسبة أسرع بكثير. كان جهاز Star 100 قادرًا على معالجة متجهات تصل إلى 64K (65536) عنصرًا، مقابل 64 عنصرًا فقط في كراي-1، ولكن جهاز STAR-100 استغرق وقتًا أطول لبدء العملية، مما جعل جهاز كراي-1 يتفوق مع المتجهات القصيرة.
كانت مبيعات جهاز STAR ضعيفة، ولكن شركة CDC أنتجت جهازًا خلفيًا، وهو سايبر 200/205، الذي قدم بعض المنافسة لشركة كراي ريسيرش. كما بدأت CDC في العديد من المشاريع الخاصة لعملائها، الذين قاموا بإنتاج عدد أقل من أجهزة بلاك بروجكت الحاسوبية. كان معالج CDC المتقدم المرن (AFP)، المعروف أيضًا باسم سايبر بلس، أحد هذه الأجهزة.
اتجهت CDC أيضًا إلى مشروع "سايبر 80"، الذي كان يهدف إلى الإطلاق في عام 1980. كان هذا الجهاز قادرًا على تشغيل البرامج القديمة ذات الطراز 6600، كما كان يحتوي على معمارية معمارية 64 بت جديدة بالكامل. كان المفهوم وراء جهاز Cyber 80 هو أن مستخدمي سلسلة 6000 الحاليين يمكنهم الانتقال بسهولة إلى هذه الأجهزة. استمر تصميم هذه الأجهزة وتصحيح أخطائها بعد عام 1980، وفي النهاية تم إصدارها تحت أسماء أخرى.
كانت CDC تحاول أيضًا تنويع إيراداتها من الأجهزة إلى الخدمات، وشمل ذلك الترويج لجهاز بلاتو، الذي يعمل على أجهزة Cyber ويشمل العديد من الابتكارات المبكرة في واجهات الحاسوب بما في ذلك شاشات اللمس المرسومة بتقنية البكسل.

## شركة الأجهزة الطرفية المغناطيسية
في هذه الأثناء، كانت عدة شركات تصنيع يابانية ضخمة تدخل السوق. كان سوق الحواسيب الفائقة صغيرًا جدًا بحيث لا يمكن دعمه سوى عدد قليل من الشركات، لذلك بدأت CDC في البحث عن أسواق أخرى. واحدة من هذه الأسواق كانت سوق الأقراص الصلبة (HDD).
شركة الأجهزة الطرفية المغناطيسية، والتي أصبحت لاحقًا تكنولوجيا الطباعة، كانت في الأصل مشروعًا مشتركًا مع هانيويل تم تأسيسه في عام 1975 لتصنيع أقراص HDD لكلا الشركتين. في وقت لاحق، اشترت شركة CII-Honeywell Bull حصة قدرها 3% في MPI من هانيويل. أصبحت شركة سبيري شريكًا في عام 1983 بنسبة 17%، مما جعل تقسيم الملكية بين CDC (67%) وهانيويل (17%). كانت MPI مزودًا تابعًا لشركتيها الأم. كانت تبيع منتجاتها فقط على أساس OEM لهما، بينما كانت CDC تبيع منتجات MPI لطرف ثالث تحت علامتها التجارية.
أصبحت MPI لاعبًا رئيسيًا في سوق الأقراص الصلبة. كانت رائدة عالميًا في تكنولوجيا الأقراص الصلبة ذات 14 بوصة في سوق صانع معدات أصلية في أواخر السبعينات وأوائل الثمانينات، خاصة مع تقنياتها SMD (جهاز وحدة التخزين) وCMD (محرك وحدة الخرطوشة)، مع مصنعها في برينماور في وديان ساوث ويلز الذي كان يعمل على مدار الساعة طوال أيام الأسبوع. أنتج قسم الأجهزة الطرفية المغناطيسية في برينماور مليون قرص و3 ملايين شريط مغناطيسي بحلول أكتوبر 1979. كانت CDC من أوائل الشركات التي طورت تكنولوجيا الأقراص ذات 8 بوصات، مع منتجات من عملياتها في أوكلاهوما سيتي. كانت أقراص سي دي سي رين الخاصة بها تحظى بشعبية خاصة لدى المستخدمين من الفئة العليا، على الرغم من أنها كانت متأخرة في منحنى النمو من حيث السعة والأداء مقارنةً مع العديد من الشركات الناشئة مثل ميكروبوليس، أتاسي، ماكستور، وكوانتوم. كما شاركت CDC في تطوير مقبس تكنولوجي متقدم متوازي (ATA) مع كومباك وويسترن ديجيتال، الذي كان يهدف إلى خفض تكلفة إضافة الأقراص منخفضة الأداء.
أسست CDC قسمًا منفصلًا يسمى ريجيدين في سيمي فالي، كاليفورنيا، لتطوير الأقراص ذات 3.5 بوصة باستخدام تكنولوجيا سلسلة Wren. تم تسويق هذه الأقراص من قبل CDC تحت اسم سلسلة "سويفت"، وكانت من بين أولى الأقراص ذات الأداء العالي ذات الحجم 3.5 بوصة التي تم إطلاقها في السوق في عام 1987.
في سبتمبر 1988، اندمجت سي دي سي مع ريجيدين وإم بي آي تحت الشركة الفرعية تكنولوجيا إمبريميس. في العام التالي، اشترت شركة سيجيت تكنولوجي شركة إمبريميس بمبلغ 250 مليون دولار نقدًا، و10.7 مليون سهم من أسهم سيجيت، بالإضافة إلى سند قرض بقيمة 50 مليون دولار.

## الاستثمارات
كانت شركة كونترول داتا تمتلك حصصًا في شركات أخرى بما في ذلك شركة أبحاث الحواسيب أربيترون، مؤسسة الائتمان التجاري وتيكترون.

### مؤسسة الائتمان التجاري
في عام 1968، كانت شركة مؤسسة الائتمان التجاري (بالإنجليزية: Commercial Credit Corporation) هدفًا لعملية استحواذ عدائية من قبل شركة لويس. كانت Loews قد استحوذت على ما يقرب من 10% من CCC، وكان هدفها تقسيم الشركة بعد الاستحواذ. لتجنب الاستحواذ، أبرمت شركة سي سي سي صفقة مع سي دي سي لتقديم قرض لشراء السيطرة على CCC بدلاً من ذلك، "وهكذا أصبحت شركة حواسيب تمتلك أسطولًا من قوارب الصيد في خليج تشيسابيك." بحلول الثمانينات، دخلت كونترول داتا في فترة غير مستقرة، مما أدى إلى تصفيتها للعديد من أصولها. في عام 1986، أقنع سانفورد آي. وايل إدارة كونترول داتا بفصل شركتها الفرعية الائتمان التجاري لتجنب تصفية الشركة. على مدار سنوات، استخدم ويل شركة الائتمان التجاري لبناء إمبراطورية أصبحت سيتي غروب. في عام 1999، تم تغيير اسم Commercial Credit إلى CitiFinancial، وفي عام 2011، تم إعادة تسمية شبكة فروع CitiFinancial في الولايات المتحدة إلى OneMain Financial.

### تيكيتيرون
في عام 1969، استحوذت شركة كونترول داتا على 51% من تيكيتيرون مقابل 3.9 مليون دولار من استثمارات سيمب. في عام 1970، أصبحت تيكيتيرون هي مزود خدمات التذاكر الحاسوبي الوحيد في الولايات المتحدة. في عام 1973، زادت شركة Control Data حجم استثمارها.
قدمت تيكيتيرون أيضًا محطات تذاكر وبنية تحتية خلفية للمراهنات الطافرة، ووفرت خدمات مماثلة لعدد من اليانصيب الأمريكي، بما في ذلك تلك في نيويورك، إلينوي، بنسلفانيا، ديلاوير، واشنطن (ولاية) وماريلند.
بحلول منتصف الثمانينات، كانت تيكيتيرون أكثر أعمال شركة سي دي سي ربحية، حيث بلغت إيراداتها 120 مليون دولار، وتعتبر سي دي سي بيع هذا العمل في وقت كانت الشركة فيه تعاني من الخسائر. في عام 1990، اشترت مجموعة كارلايل غالبية أصول تيكيتيرون وأعمالها، باستثناء وحدة الأعمال الصغيرة "تيلشارج" الخاصة بمسرح برودواي، ثم بيعتها في العام التالي لشركة تيكيت ماستر.

## تصفية الأصول وبيعها
قررت شركة سي دي سي التنافس في سوق الآلات عالية الأداء، لكن نوريش كان يعتقد أن الشركة قد أصبحت في حالة موت سريري وغير قادرة على تصميم أجهزة تنافسية بسرعة. في عام 1983، أسس شركة تابعة جديدة تُسمى ETA Systems، وكان هدف تصميمها هو إنشاء جهاز يعالج البيانات بسرعة 10 GFLOPs، أي حوالي 40 مرة أسرع من جهاز Cray-1. لم يكتمل التصميم بشكل كامل، ولم يتمكن من تحقيق أهدافه. ومع ذلك، كان المنتج واحدًا من أسرع الحواسيب في السوق، وتم بيع 7 نسخ منها مبردة بالنيتروجين السائل و27 نسخة أصغر مبردة بالهواء خلال السنوات التالية. استخدمت هذه الأجهزة رقائق سيموس الجديدة التي أنتجت حرارة أقل بكثير. انتهت المحاولة بعد محاولات غير حاسمة لبيع شركة ETA Systems. في عام 1989، تم تسريح معظم موظفي الشركة، ودمج البقية في سي دي سي.
على الرغم من امتلاكها لتكنولوجيا قيمة، عانت شركة CDC من خسائر ضخمة في عامي 1985 (567 مليون دولار) و1986 أثناء محاولاتها لإعادة التنظيم. نتيجة لذلك، في عام 1987، قامت ببيع نظام معلومات مختبرات PathLab إلى ثري إم. بينما كانت شركة سي دي سي لا تزال تصنع الحواسيب، تقرر أن تصنيع الأجهزة لم يعد مربحًا كما كان في السابق، وبالتالي تقرر في عام 1988 مغادرة هذه الصناعة تدريجيًا. كانت أول قسم يغادر هو Imprimis. بعد ذلك، قامت CDC ببيع أصول أخرى مثل VTC (شركة تصنيع رقائق متخصصة في دوائر التخزين الضخم وكان لها ارتباط وثيق بـ MPI)، وأصول غير متعلقة بالحواسيب مثل Ticketron.
في عام 1992، تم فصل الشركة إلى شركتين مستقلتين - تم تحويل الأعمال المتعلقة بالحواسيب إلى شركة كونترول داتا، بينما أصبحت الأعمال المتعلقة بالخدمات المعلوماتية شركة كيريديان.
فيما بعد، أصبحت سي دي إس مالكًا لتقنيات ICEM، صانعة برمجيات ICEM DDN وICEM Surf، وبيعت الأعمال لشركة بي تي سي مقابل 40.6 مليون دولار في عام 1998. في عام 1999، تم شراء CDS من قبل سينتيغرا، وهي شركة تابعة لـ مجموعة بي تي، وتم دمجها في قسم الخدمات العالمية لـ BT.
تستمر كريديان كشركة ناجحة في تقديم خدمات شركة تكنولوجيا تركز على موارد بشرية. كان قسم إدارة الطاقة في سي دي سي واحدًا من أنجح وحداتها التجارية، حيث قدم حلول أنظمة التحكم التي كانت تدير ما يصل إلى 25% من جميع الكهرباء في العالم، وتم نقله إلى كريديان في الانفصال. تم إعادة تسمية هذا القسم إلى Empros وتم بيعه إلى سيمنز في عام 1993. في عام 1997، استحوذت جنرال ديناميكس على قسم أجهزة الحوسبة الدولي من كريديان، الذي كان عبارة عن أعمال في مجال الإلكترونيات الدفاعية ودمج الأنظمة ومقره في بلومنغتون – وهو القسم الذي كان يعرف سابقًا بـ "قسم الأنظمة الحكومية" في Control Data.
في مارس 2001، انفصلت كريديان إلى شركتين مستقلتين، حيث أعادت شركة كيريديان تسمية نفسها إلى أربيترون. وأخذت باقي الشركة (التي كانت تتألف من خدمات الموارد البشرية وأعمال كومداتا) اسم كيريديان. تم تقسيم كريديان مرة أخرى في عام 2013، مع تشكيل شركتين: كريديان HCM Holding Inc. (خدمات الموارد البشرية) وكومداتا. (أعمال المدفوعات)، مما شكل نهاية لفصل أصول CDC نهائيًا.

## الجدول الزمني لإصدارات الأنظمة
- سي دي سي 1604 et al – 1604, 1604-A, 1604-B, 1604-c, 924 (a "cut down" 1604 sibling)
- سي دي سي 160 سلسلة – 160, 160A (160-A), 160G (160-G)
- سي دي سي 3000 سلسلة – 3100, 3200, 3300, 3400, 3500, 3600, 3800
- سي دي سي 6000 سلسلة – 6200, 6400, 6500, 6700
- سي دي سي 6600
- سي دي سي 7600
- سي دي سي سايبر – 17, 18, 71, 72, 73, 74, 76, 170, 171, 172, 173, 174, 175, 176, 203, 205, أوميغا/480, 700
- سي دي سي ستار-100
- 1957 – التأسيس
- 1959 – 1604
- 1960 – 1604-B
- 1961 – 160
- 1962 – 924 (نسخة 24 بت من 1604)
- 1963 – 160A (160-A)، 1604-A، 3400، سي دي سي 6600
- 1964 – 160G (160-G)، 3100، 3200، 3600، 6400
- 1965 – 1604-C، سي دي سي 1700|1700، 3300، 3500، 8050، 8090
- 1966 – 3800، 6200، 6500، مركز 6000
- 1968 – سي دي سي 7600
- 1969 – 6700
- 1970 – سي دي سي ستار-100
- 1971 – سايبر 71، سايبر 72، سايبر 73، سايبر 74، سايبر 76
- 1972 – 5600، 8600
- 1973 – سايبر 170، سايبر 172، سايبر 173، سايبر 174، سايبر 175، سايبر 17
- 1976 – سايبر 18
- 1977 – سايبر 171، سايبر 176، أوميغا/480
- 1979 – سايبر 203، سايبر 720، سايبر 730، سايبر 740، سايبر 750، سايبر 760
- 1980 – سايبر 205
- 1982 – سايبر 815، سايبر 825، سايبر 835، سايبر 845، سايبر 855، سايبر 865، سايبر 875
- 1983 – ETA10
- 1984 – سايبر 810، سايبر 830، سايبر 840، سايبر 850، سايبر 860، سايبر 990، سايبر بلس
- 1987 – سايبر 910، سايبر 930، سايبر 995
- 1988 – سايبر 960
- 1989 – سايبر 920، سايبر 2000

ملاحظة: بدأت نماذج سايبر 8xx و 9xx، التي تم تقديمها بدءًا من عام 1982، بتشكيل سلسلة 64 بت سايبر 180، وكان معالجاتها الطرفية (PPs) 16 بت. كانت سلسلة 180 تدعم الذاكرة الافتراضية، باستخدام نظام التشغيل NOS/VE الخاص بشركة سي دي سي.
 كان التسمية الكاملة لهذه النماذج هي 180/xxx، على الرغم من أنه في بعض الأحيان كان يتم استخدام الصيغة الأقصر (مثل سايبر 990).

## مجموعة الأنظمة الطرفية
كانت مجموعة الأنظمة الطرفية في شركة كونترول داتا وحدة تطوير كل من الأجهزة والبرمجيات التي عملت في السبعينات وفي الثمانينات.
شملت خدماتهم تطوير وتسويق البرمجيات الخاصة بأنظمة التشغيل التي تستهدف أجهزة IBM. كان أحد منتجات البرمجيات لمجموعة الأنظمة الطرفية يُسمى CUPID، وهو "برنامج كوترول داتا للربط بين مجموعات بيانات غير متشابهة." كان تركيزه على عملاء نظام التشغيل MVS من IBM، وكان الجمهور المستهدف هم مبرمجو الأنظمة. تضمن دليل المعلومات العامة والمراجع لهذا المنتج خيارات مشابهة لـ SysGen ومعلومات عن الكتل التحكمية القابلة للوصول من قبل المستخدم الداخلي.

## إشارات إلى الأفلام والخيال العلمي
- المريخ يحتاج نساء (1967) – تم استخدام جهاز CDC 3400 للاتصال اللاسلكي ولتوجيه تصرفات الجيش أثناء اعتراضهم للمركبات الفضائية المريخية.[44]
- العملاق: مشروع فوربين (1970) – تتضمن تسلسل العنوان في هذا الفيلم أجهزة تشغيل الأشرطة وغيرها من معدات CDC المبكرة.[45][46]
- المفجر المجنون (1973) – تستخدم الشرطة جهاز CDC 3100 في تحليل شخصية القنبلة.[44]
- مرحلة المراهقة لدى ب-1 (1977)، بقلم توماس رايان – كانت أجهزة Control Data مثيرة للغاية للشاب P-1.[46]
- المنتقمون الجدد – في الحلقة 2-10 (#23) ("Complex"، 1977) استخدمت بيردي جهاز قراءة البطاقات من CDC.[46]
- ألعاب الكمبيوتر & مي سكس: فيديو موسيقي لفرقة مي-سيكس من 1979. تدخل الفرقة إلى غرفة الكمبيوتر في مبنى Control Data في شمال سيدني وتبدأ في اللعب مع معدات CDC.[47]
- ترون (1982) – في نسخة الشاشة العريضة من الفيلم، عندما ي sneaks Flynn وLora إلى Encom، يظهر جهاز CDC 7600 في الخلفية، إلى جانب كراي-1. تم تصوير هذا المشهد في مختبر لورانس ليفرمور الوطني.[46]
- موت قاسي (1988) – يحتوي مشهد غرفة الكمبيوتر التي فجرها أحد الإرهابيين على عدد من أجهزة Cyber 180 العاملة ونموذج تجريبي لجهاز ETA-10 supercomputer، بالإضافة إلى عدد من الأجهزة الطرفية الأخرى، كلها قدمتها خدمات عرض CDC / مختبر Benchmark. تم طلب هذه المعدات في وقت قصير بعد أن تراجع مصنع كمبيوتر آخر في اللحظة الأخيرة. قام بول ديربي، مدير مختبر Benchmark، بترتيب إرسال شاحنتين محملتين بالمعدات إلى هوليوود لتصوير المشهد، برفقة جيري سترنز من مختبر Benchmark الذي أشرف على المعدات أثناء وجودها على المجموعة. بعد أن تم إرجاع الأجهزة إلى مينيسوتا، تم فحصها واختبارها، وعند بيع كل جهاز، تم تدوين ملاحظة في سجلات الشركة تشير إلى أن الجهاز قد ظهر في الفيلم.[46][48]
- إنهم يعيشون (1988)، من إخراج جون كاربنتر – بينما كان رودي بايبر يختبر "نظارته" الجديدة التي تسمح له برؤية العالم كما هو، ينظر إلى إعلان لشركة كونترول داتا ويرى كلمة كولن باولنج (بالإنجليزية: Colin Bowling)OBEY.[49] تشمل قائمة الشكر الخاصة بالفيلم "شكر خاص" لشركة CDC.